# Caldari
Caldari is een plaats (frazione) in de Italiaanse gemeente Ortona.